# Ntcheu
Ntcheu är en distriktshuvudort i Malawi. Den ligger i distriktet Ntcheu och regionen Central Region, i den södra delen av landet. Ntcheu ligger 1 132 meter över havet och antalet invånare är 10 445.
Terrängen runt Ntcheu är kuperad åt sydväst, men åt nordost är den platt. Omgivningarna runt Ntcheu är huvudsakligen savann.